# Anaspis bernhaueri
Anaspis bernhaueri es una especie de coleóptero de la familia Scraptiidae.

## Distribución geográfica
Habita en Bulgaria.